# John Frederick Peto

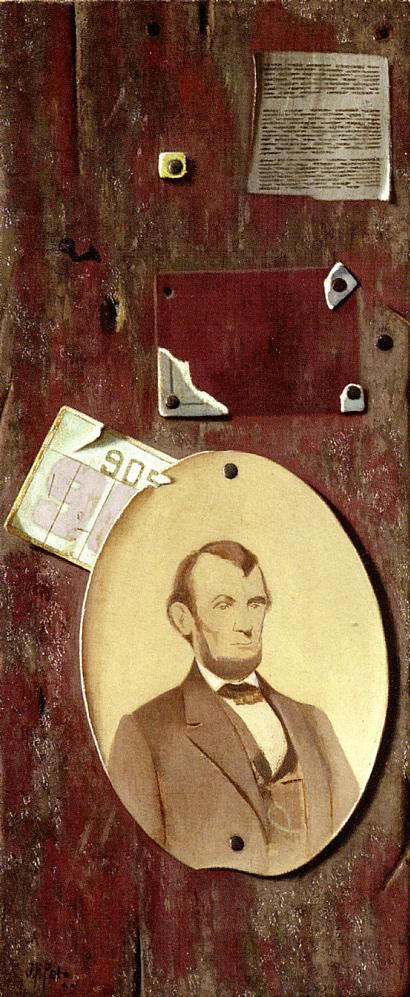
Portret Lincolna, 1907

John Frederick Peto (ur. 21 maja 1854, zm. 23 listopada 1907) – amerykański malarz realista, uprawiał sztalugowe malarstwo iluzjonistyczne.

## Życiorys
Urodził się w Filadelfii, studiował w Pennsylvania Academy of the Fine Arts, gdzie kilkakrotnie wystawiał swoje prace. Krótko mieszkał w Cincinnati (Ohio), w 1889 przeniósł się na stałe do Island Heights w stanie New Jersey. Był żonaty z Christine Smith Pearl, z którą miał córkę Helen.
Peto uważany jest obecnie za prekursora amerykańskiego trompe l'oeil, czyli sposobu malowania wywołującego złudzenie, iż perspektywa obrazu albo przedstawiane przedmioty są rzeczywiste. Jako rekwizytów artysta używał przedmiotów codziennego użytku, były to książki, listy, ołówki, a także fotografie. Jego prace odznaczają się techniczną biegłością w oddawaniu tekstur i perfekcyjnym wykorzystaniem światłocienia do symulowania perspektywy i rzekomych wypukłości. Obrazy Peto porównywane są do dzieł takich mistrzów trompe l'oeil jak William Michael Harnett i John Haberle.
Przez całe życie John Frederick Peto był niedoceniany przez krytykę, po studiach praktycznie nigdzie nie wystawiał. Swoje obrazy sprzedawał turystom i sklepikarzom, którzy umieszczali je na witrynach w celu przyciągnięcia kupujących. Aby zdobyć środki na życie, malarz imał się różnych zajęć m.in. pracował jako muzyk i wynajmował pokoje letnikom.
W latach 40. XX wieku krytyk sztuki Alfred Frankenstein prowadził badania nad malarstwem Williama Harnetta. W trakcie oględzin kolejnych obrazów doszedł do wniosku, że część z nich miała sfałszowane podpisy i została wykonana przez innego malarza, którym okazał się właśnie John Frederick Peto. Frankenstein opublikował swoje odkrycie w Art Bulletin w 1949, publikacja spowodowała wzrost zainteresowania malarstwem zarówno Peto, jak i innych przedstawicieli trompe l'oeil.

### Galeria

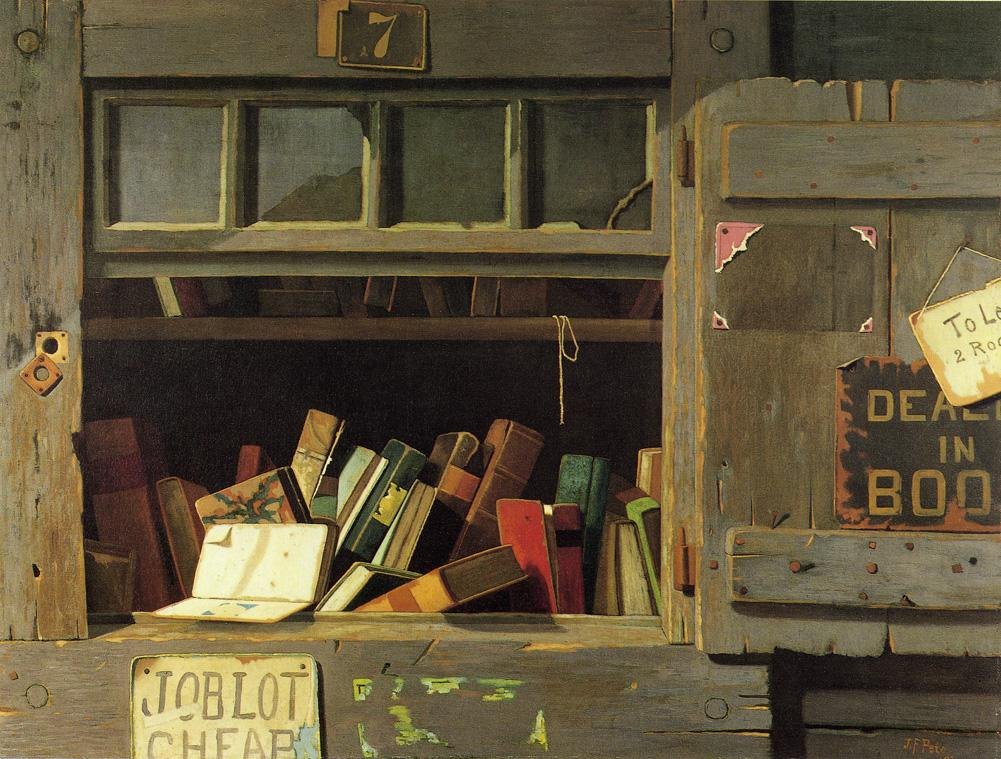
Job Lot Cheap, ok. 1901-1907
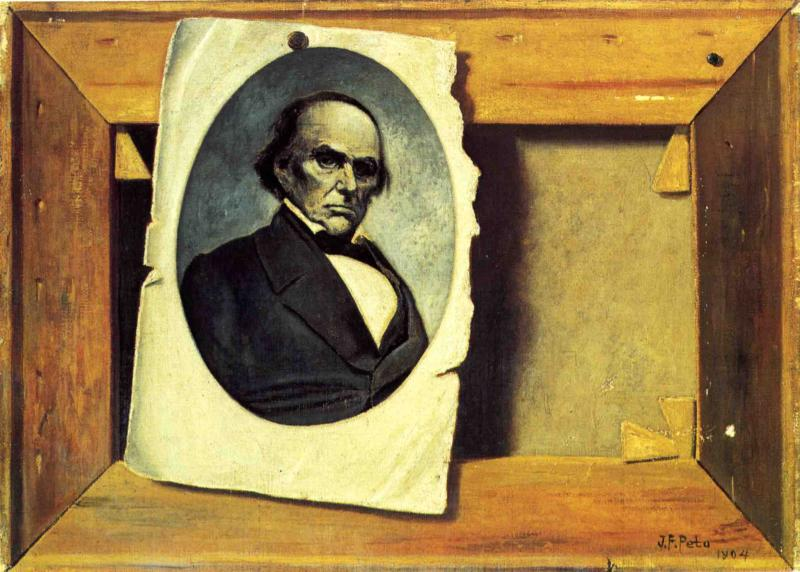
The Great Orator, 1904
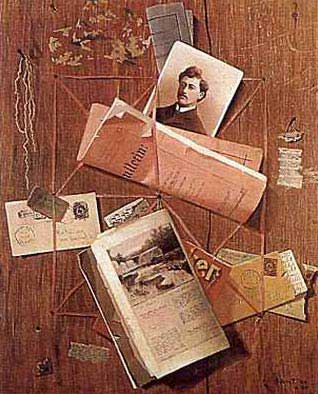
Letters, 1907

### Literatura dodatkowa
- Frankenstein, Alfred (1970). The Reality of Appearance. Greenwich: New York Graphic Society. ISBN 0-8212-0357-6.